# Die Autonomie
Die Autonomie war eine deutschsprachige anarchistische Zeitschrift, erschienen in London von 1886 bis 1893, herausgegeben von R. Gunderson, im  anarchistischen Klub Autonomie.

## Geschichte
Der Untertitel der Zeitschrift lautete anarchistisch-communistisches Organ und stellte eine Opposition zu dem von Johann Most veröffentlichten Blatt Freiheit (1879 bis 1910) dar. Als Herausgeber wurde R. Gundersen angegeben, die Redaktion lag bei Josef Peukert, P. Wallhausen und Erich Otto Rinke. Die Autonomie erschien anfangs zweiwöchentlich, ab November 1890 wöchentlich, insgesamt wurden 211 Ausgaben publiziert. Inhaltlich vertrat die Zeitschrift den kommunistischen Anarchismus von Peter Kropotkin, welcher mit dem Blatt sympathisierte. Von Kropotkin wurden vereinzelte Beiträge in deutscher Erstübersetzung gebracht. Überwiegend waren Artikel von J. Peukert und P.Wallhausen zu lesen. Nach dem Sozialistengesetz, ein „Gesetz gegen die gemeingefährlichen Bestrebungen der Sozialdemokratie“ (Originaltitel) wurde die Zeitschrift 1887 verboten und später nach dem zu dieser Zeit geltenden „Reichspressegesetz“ 1892 wiederum. Dadurch verlor Die Autonomie als anarchistische Exil- und Untergrundzeitschrift an Einfluss in libertären Kreisen. Ebenso wie die Freiheit  hatte Die Autonomie einige Bedeutung bei den tschechischen und flämischen Anarchisten. Ein regionaler Verband böhmischer Libertärer schloss sich dem Klub Autonomie in London an.
Im Juli 1890 wurde die Kolporteurin der Berliner Autonomie Anges Reinhold wegen der Verteilung von Flugblättern zu sechs Jahren Zuchthaus sowie zu sechs Jahren Ehrverlust verurteilt. Die Anklage gegen sie lautete Majestätsbeleidigung, Aufforderung zu einem hochverräterischen Unternehmen und Vergehen gegen die öffentliche Ordnung. Karl Wagenknecht erhielt als Kolporteur zwei Jahre und sechs Monate Haft.
Beiträge von unter anderem Conrad Fröhlich, John Henry Mackay, Rudolf Rocker, Albert Behr, P. Kropotkin, Josef Schütz, Oscar Wilde wurden veröffentlicht. Vorgänger von Die Autonomie war „Der Rebell“ (Genf und London, 1881 bis 1886). Als Nachfolgezeitschriften erschienen „Der Anarchist“ (St. Louis, 1889 bis 1895) und „Der Kämpfer“ (St. Louis 1896, 6 Ausgaben).
Eine der Zeitschrift angegliederte Heftreihe mit dem Titel Anarchistisch-communistische Bibliothek erschien von 1887 bis um 1891/1893 in London, herausgegeben von der „Gruppe Autonomie“. Die Ausgaben 1, 2, 4, 6 und 11 enthielten Texte von Kropotkin, Revolutionäre Regierungen (Heft 1), Das Lohnsystem (Heft 4), Anarchistische Moral (Heft 6). Von J.H. Mackay Der Alte und der Junge. Ein Zwiegespräch von dem Verfasser des „Sturm“ (Heft 3). Von Joseph Peukert (Heft 5 OCR). Die Ausgaben 1, 2, 3, 5, 8 und 9 wurden zwischen Februar 1888 und Februar 1893 verboten.

## Weitere Publikationen mit dem TitelAutonomie
- Autonomie, Materialien gegen die Fabrikgesellschaft. München (1975 bis 1985)
- Autonomie–Info, Neue Folge der Materialien gegen die Fabrikgesellschaft. Hamburg (1979 bis 1983)